# 平林鯛一
平林 鯛一（ひらばやし たいち、1981年3月10日-）は日本の俳優。東京都出身。
『演じ屋』シリーズ（野口照夫監督）をはじめ数多くのインディペンデント作品に出演している。